# Circle K
Circle K er en kæde af fødevarebutikker og tankstationer, som drives af det canadiske Alimentation Couche-Tard. Kæden er repræsenteret i mange lande, primært i Nordamerika og Asien. Siden 2016 findes Circle K også i Danmark, efter at Alimentation Couche-Tard købte Statoils tankstationer i Skandinavien og omdøbte disse til Circle K.

## Historie
I 1951 købte Fred Hervey tre fødevarebutikker i El Paso, og i løbet af de næste årtier voksede virksomheden til flere delstater, og inden 1975 var der 1.000 Circle K-butikker over hele USA. I 2003 blev kæden opkøbt af det canadiske selskab Alimentation Couche-Tard.
I 2012 købte Alimentation Couche-Tard det norske Statoils datterselskab Statoil Fuel & Retail. Fra 2016 blev Statoil-kæden omdøbt til Circle K i Skandinavien efter at Couche-Tard opkøbte kæden i 2012.
Et problem opstod efter lanceringen ved udskiftningen af de tidligere Statoil-flag. De nye flag var med et "K", og ved stationer med tre flagstænger på række kunne forbipasserende læse forkortelsen "KKK", som forveksledes med den racistiske amerikanske organisation Ku Klux Klan. Efter en påtale skiftede nogle af stationerne det midterste flag ud med et andet flag uden "K".
- En Circle K-butik i Japan
- Omprofilering af en Statoil-tankstation til Circle K ved Storo Senteret på Grefsen i Oslo i 2016
- Circle K på Birger Jarlsgatan i Stockholm